# Jeancarlo Vargas
Jeancarlo Jassyr Vargas Drummond (Puerto Cortés, 16 maggio 1998) è un calciatore honduregno, attaccante del Platense.

## Carriera

### Club
Cresciuto nel settore giovanile del Platense, ha esordito in prima squadra il 30 luglio 2016 disputando l'incontro della Liga Nacional de Fútbol Profesional de Honduras pareggiato 3-3 contro il Marathón.

### Nazionale
Nel 2015 è stato convocato dalla nazionale honduregna Under-17 per il Mondiale di categoria, dove ha giocato due partite.

## Statistiche

### Presenze e reti nei club
Statistiche aggiornate al 10 febbraio 2022.
| Stagione        | Squadra         | Campionato      | Campionato | Campionato | Coppe nazionali | Coppe nazionali | Coppe nazionali | Coppe continentali | Coppe continentali | Coppe continentali | Altre coppe | Altre coppe | Altre coppe | Totale | Totale |
| Stagione        | Squadra         | Comp            | Pres       | Reti       | Comp            | Pres            | Reti            | Comp               | Pres               | Reti               | Comp        | Pres        | Reti        | Pres   | Reti   |
| --------------- | --------------- | --------------- | ---------- | ---------- | --------------- | --------------- | --------------- | ------------------ | ------------------ | ------------------ | ----------- | ----------- | ----------- | ------ | ------ |
| 2016-2017       | Platense        | LN              | 20         | 3          |                 | -               | -               |                    | -                  | -                  |             | -           | -           | 20     | 3      |
| 2017-2018       | Platense        | LN              | 14         | 2          |                 | -               | -               | CL                 | 1                  | 0                  |             | -           | -           | 15     | 2      |
| 2018-2019       | Platense        | LN              | 26         | 5          |                 | -               | -               |                    | -                  | -                  |             | -           | -           | 26     | 5      |
| 2019-2020       | Platense        | LN              | 24         | 5          |                 | -               | -               |                    | -                  | -                  |             | -           | -           | 24     | 5      |
| 2020-2021       | Platense        | LN              | 11         | 2          |                 | -               | -               |                    | -                  | -                  |             | -           | -           | 11     | 2      |
| Totale Platense | Totale Platense | Totale Platense | 95         | 17         |                 | -               | -               |                    | 1                  | 0                  |             | -           | -           | 96     | 17     |
| 2021-feb. 2022  | Marathón        | LN              | 9          | 0          |                 | -               | -               | CL                 | 0                  | 0                  |             | -           | -           | 9      | 0      |
| feb.-giu. 2022  | Cafetaleros (C) | A               | 0          | 0          |                 | -               | -               |                    | -                  | -                  |             | -           | -           | 0      | 0      |
| Totale carriera | Totale carriera | Totale carriera | 104        | 17         |                 | -               | -               |                    | 1                  | 0                  |             | -           | -           | 105    | 17     |